# ペリー郡 (ミズーリ州)
ペリー郡（英: Perry County）は、アメリカ合衆国ミズーリ州の南東にある郡。郡名は1812年の米英戦争の海軍の英雄であるオリバー・ハザード・ペリーに因んで名づけられた。2020年の国勢調査では、人口18,956人。郡庁所在地および最大都市はペリービル。

## 教育
- アールテンバーグ48小学校（アールテンバーグ) - 幼稚園から中学(第8学年)まで。公立。
- ペリー郡・第32地区学校群（ペリービル) - 公立。
  - ペリービル小学校 - 幼稚園から小学校(第4学年)まで
  - ペリー郡中学校 - 中学校(第5-8学年)
  - ペリービル高校 - 高校(第9-12学年)
  - ペリービル地区職業訓練および技術センター - 第9-12学年
- コンコルディア・トリニティ・ルスラン学校（フローナ）- 幼稚園から中学(第8学年)まで。私立。ルター派系。
- イマニュエル・ルスラン学校（ペリービル) - 幼稚園から中学(第8学年)まで。私立。ルター派系。
- セーラム・ルスラン学校（ファラー) - 幼稚園から中学(第8学年)まで。私立。ルター派系。
- セントヴィンセント・デポール学校（ペリービル) - 私立。ローマ・カトリック教会系。
  - セントヴィンセント・デポール小学校 - 幼稚園から小学校(第6学年)まで
  - セントヴィンセント・デポール高校 - 中学から高校(第7-12学年)まで

## 宗教
ミズーリ州南東部はローマ・カトリック教会が多数を占めるが、当郡は例外的にルター派の信者が多い。
- ローマ・カトリック教会 60.3%
- ルター派 29.7% - 特にLutheran Church–Missouri Synod というルター派の一派が多い。
- 南部バプテスト派 4.7%

## 政治
伝統的に共和党支持者が多い。州内の多くの地方と同様、保守的が考えが強く残る地域とされている。2008年の共和党予備選挙ではジョン・マケインの支持が43.6%と最も多かった。また、民主党予備選挙では、バラク・オバマの支持が33.7%だったのに対し、ヒラリー・クリントンは倍近くの61.2%であった。

## 地理
面積は1,254 km²である。東はミシシッピ川に面し、対岸でイリノイ州と接している。北はセントジェネビーブ、南はケープジラードと接している。

## 交通
シカゴとニューオリンズを結ぶインターステート55号が郡内を通っており、ペリービルにインターがある。インターチェンジは街の中心からは離れているが、マクドナルドやタコベルなどのファーストフード店やウォールマートなどのスーパーがあり、住民の利用も多い。セントルイスからは約70マイル、ケープジラードからは約30マイル。

## 人種構成
- 白人 98.2%
- アフリカ系 0.2%
- ネイティブアメリカン 0.2%
- アジア系 0.7%
- ラテン系 0.5%

## 都市
- アールテンバーグ
- ビーリー（インターステートの出入口がある町だが、現在4家族が住むのみ）
- ファラー
- フローナ
- リシアム
- ロングタウン
- ペリービル（郡庁所在地）
- ユニオンタウン